# Kammerkanal

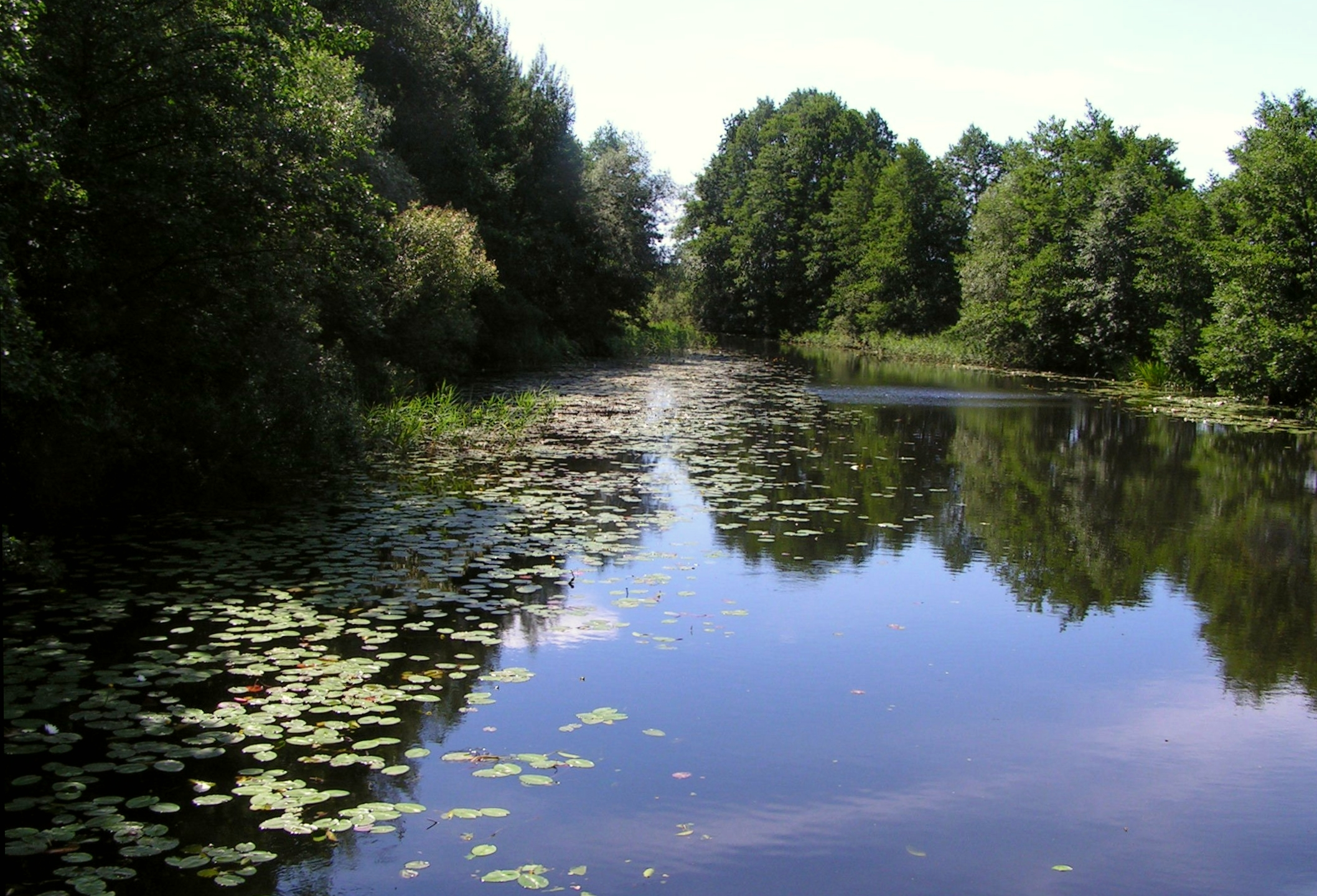
Kammerkanal bei Neustrelitz

Der Kammerkanal ist ein Kanal im Landkreis Mecklenburgische Seenplatte (Mecklenburg-Vorpommern) und ein Zufluss der Havel. Er verbindet den Zierker See bei Neustrelitz mit dem Woblitzsee der Havel bei Wesenberg. Hydrografisch wird ihm auch noch der gut zwei Kilometer lange nordwestliche Zufluss des Zierker Sees zugerechnet.
In seiner Trasse wurde bereits um 1790 der Gorbach zwischen dem Zierker See und dem Woblitzsee zum „Torfflößer-Kanal“ ausgebaut. Der weitere Ausbau zum Kammerkanal erfolgte in den Jahren von 1840 bis 1843, um Neustrelitz an die Obere Havel-Wasserstraße anzubinden. Der Wasserstand des Zierker Sees wurde durch die Baumaßnahmen seit 1790 um 1,60 Meter abgesenkt. Der verbleibende Niveauunterschied wird in der Schleuse Voßwinkel im Kammerkanal, 1,2 Kilometer oberhalb des Woblitzsees, ausgeglichen. Unterhalb der Schleuse münden Entwässerungsgräben der umgebenden Niederung, die teilweise als Polder durch ein Schöpfwerk entwässert wird.
Der Kammerkanal (KaK) ist eine Teilstrecke der 97 Kilometer langen Bundeswasserstraße Obere Havel-Wasserstraße (OHW) der Wasserstraßenklasse I mit einer Länge von 5,25 Kilometer; zuständig ist das Wasserstraßen- und Schifffahrtsamt Oder-Havel.
Als um 1920 die Havel zwischen Woblitzsee und Priepertsee mit einem längeren, parallel zur Havel verlaufenden Schleusenkanal für die Schleuse Wesenberg ausgebaut wurde, kam für den ganzen Abschnitt zwischen den beiden Seen ebenfalls die Bezeichnung Kammerkanal auf. Um Verwechslungen auszuschließen, entschied das Reichsverkehrsministerium 1936, dass nur der Abschnitt zwischen Zierker See und Woblitzsee so zu bezeichnen ist, zumal der rund sieben Kilometer lange Wesenberger Abschnitt zu fast sechs Kilometer keine Kanalstrecke ist.

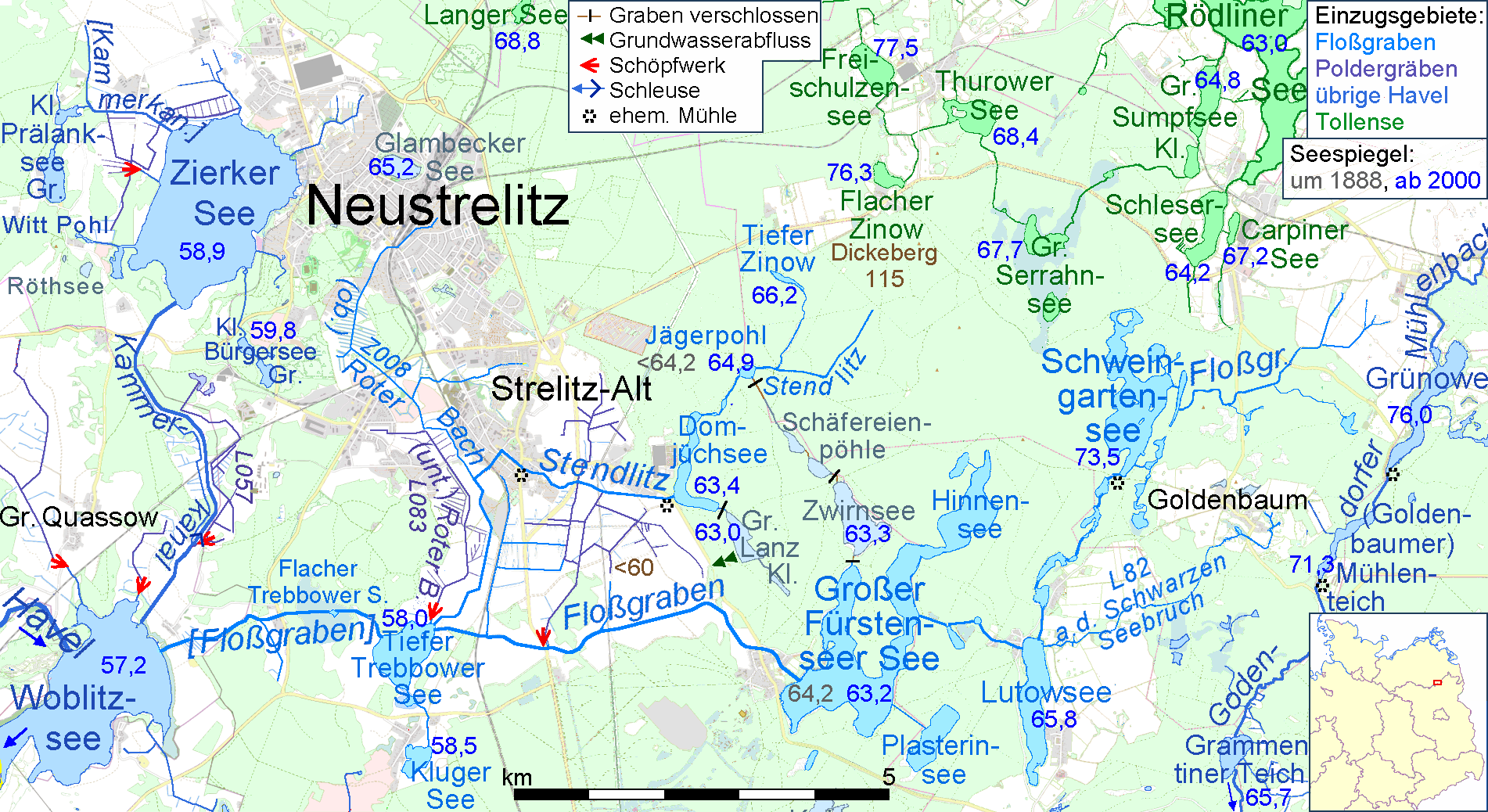
Zierker See und Kammerkanal bei Neustrelitz

## Sonstiges
Am 24. Februar 1918 nachmittags wurde der Großherzog Adolf Friedrich VI. von Mecklenburg-Strelitz mit einer tödlichen Schussverletzung im Kammerkanal gefunden. Die genauen Umstände seines Todes sind bis heute ungeklärt und bleiben Gegenstand von Spekulationen und Verschwörungstheorien.